# جيمس موراي (سياسي أمريكي)
جيمس موراي (بالإنجليزية: James Murray)‏ هو محامي وسياسي أمريكي، ولد في 1830 في اسكتلندا في المملكة المتحدة، وتوفى في 1881 في سيدني في الولايات المتحدة. حزبياً، نشط في الحزب الجمهوري. وقد انتخب Ohio Attorney General ‏.